# Edvard Lehmann (konstnär)
Otto Ludvig Edvard Lehmann, född den 30 januari 1815 i Köpenhamn, död där den 7 december 1892, var en dansk genre- och porträttmålare.

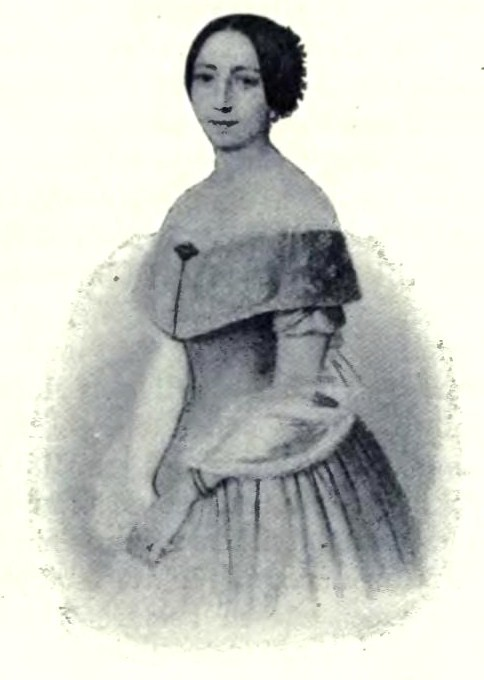
Lehmanns porträtt av Caroline Fjeldsted.

I en ålder av drygt 14 år började Lehmann att ställa ut, och man väntade sig stora ting av honom, men trots hans omfattande produktion av folklivsbilder levde han aldrig upp till förhoppningarna. Han studerade vid konstakademin och i Italien och målade, utom porträtt, motiv från sällskapslivet i Köpenhamn, balscener, musikafton och dylikt. Han är representerad i Hirschsprungska galleriet. Han åtnjöt på sin tid ett visst anseende, inte minst som akvarellist, och flera av hans sällskapsbilder saknar dock ingalunda konstnärligt värde vid sidan av värdet som kulturhistoriska dokument.